# شواهد ردیابی
شواهد ردیابی (انگلیسی: Trace evidence) زمانی اهمیت دارند که اشیاء با یکدیگر تماس پیدا می‌کنند یا منتقل می‌شوند. این نوع شواهد معمولاً با چشم غیرمسلح قابل رؤیت نیستند و برای یافتن و به‌دست آوردن آن‌ها نیاز به ابزار و تکنیک‌های خاصی است. به همین دلیل شواهد ردیابی اغلب نادیده گرفته می‌شوند و کارشناسان باید برای شناسایی آن‌ها آموزش بینند. در یک تحقیق، شواهد ردیابی می‌تواند به اشکال مختلف باشد و در موارد بسیار متنوعی یافت شود. این شواهد می‌تواند یک قربانی را به مظنونین یا یک قربانی یا مظنون را به صحنه جرم مرتبط کند.
سه دسته کلی وجود دارد که در آن‌ها علوم قانونی از شواهد ردیابی استفاده می‌کنند. می‌توان از آن‌ها برای کمک‌های تحقیقاتی، شواهد مبتنی بر مشارکت و بازسازی‌های صحنه استفاده کرد. از نظر کمک‌های تحقیقاتی، شواهد ردیابی می‌توانند اطلاعاتی را برای تعیین منشأ و تعیین تاریخ ساخت مواد ارائه دهند، که این موارد می‌تواند مظنونان را در یک پرونده مشخص کند. شواهد می‌تواند به‌واسطه قربانیان یا مظنونان به صحنه جرم یا به خودشان مرتبط باشد. برای بازسازی جرم، شواهد ردیابی می‌تواند اطلاعاتی را برای درک چگونگی وقوع جرم یا رویدادهایی که قبل از جنایت رخ داده است ارائه دهد.

## اهمیت
اهمیت شواهد ردیابی در تحقیقات جنایی توسط ادموند لوکارد در اوایل قرن بیستم ارائه شد که در اصلی با نام اصل مبادله می‌گفت که هر تماسی ردی از خود بر جای می‌گذارد. این اصل را می‌توان با بیان این‌که شواهد باید قبل از بازیابی و تجزیه و تحلیل، پیدا و ثبت شوند، گسترش داده شد. از آن زمان، کارشناسان پزشکی قانونی از شواهدی برای بازسازی جنایات و توصیف افراد، مکان‌ها و چیزهایی که دخیل هستند استفاده می‌کنند. مطالعات مربوط به قتل‌های منتشرشده در ادبیات جنایی نشان می‌دهد که چگونه از شواهد ردیابی برای حل جرایم استفاده می‌شود.

## مثال‌ها
شواهد ردیابی به اشکال مختلف طی چند نمونه از جمله باقیمانده‌های آتش‌سوزی، باقیمانده گلوله، قطعات شیشه، و الیاف یافت می‌شود. هر یک از این نوع شواهد یک تحلیلگر آموزش‌دیده در آن زمینه خاص دارد که تجزیه و تحلیل این موارد را انجام می‌دهد.
برخی از نمونه‌های موردی استفاده از شواهد ردیابی بازسازی تصادف رانندگی است که بر علائمی مانند اثرگذاری تایر برای تخمین سرعت خودرو قبل و حین تصادف و همچنین نیروهای ترمز و ضربه تکیه دارد. رنگ یا لکه‌های روی الیاف لباس پوشیده‌شده توسط یک عابر پیاده که با یک وسیله نقلیه تصادف کرده است، می‌تواند به وسیله نقلیه خاصی در یک تصادف رانندگی خاص اشاره کند. آثار شواهد نیز نکته مهمی در شواهد ردیابی هستند، به‌ویژه در مهندسی؛ و ممکن است در درک چگونگی شکستن یک شیء بسیار مهم باشند.